# Mean Machine – Die Kampfmaschine
Mean Machine ist ein Film aus dem Jahre 2001. Die Regie führte Barry Skolnick, Produzent war Matthew Vaughn. Der Film ist eine Neuverfilmung von Die härteste Meile aus dem Jahre 1974.

## Handlung
Danny Meehan, ehemaliger Kapitän der englischen Fußballnationalmannschaft, rast betrunken mit seinem Auto durch die Stadt. Als er dazu noch einen Polizisten angreift, wird Danny zu drei Jahren Haft verurteilt. Dazu wird er beschuldigt, ein wichtiges Fußballspiel zwischen England und Deutschland manipuliert zu haben. Zwar konnte man ihm dies nicht beweisen, doch seine aktive Karriere scheint damit beendet.
Im Gefängnis lernt er den fußballfanatischen Direktor kennen, der Danny zum Trainer seines ausschließlich aus Gefängnisaufsehern bestehenden Teams machen will. Danny lehnt zwar ab, schlägt aber dem Direktor ein Vorbereitungsspiel zwischen dem Team der Aufseher und einer Mannschaft aus Gefangenen vor. Danny wird zum Trainer der Häftlingsmannschaft zwangsbefördert und soll nun das Team auf das Spiel vorbereiten. Nach anfänglichen Schwierigkeiten mit den anderen Gefangenen entwickelt sich zwischen Danny und seinen neuen Teamkollegen ein freundschaftliches Verhältnis.
Einer der Wärter stiftet einen Gefangenen dazu an, Danny zu töten. In dessen Spind wird eine Bombe angebracht. Danach öffnet allerdings nicht Danny, sondern der älteste Gefangene den Spind und wird getötet. Schließlich findet das Spiel statt, wobei Danny als Spielertrainer mitspielt. In der ersten Spielhälfte erzielt Danny das 1:0 für die Gefangenen. In der Halbzeit redet der Direktor alleine mit Danny in der Mannschaftsdusche. Danny könnte der Bombenanschlag angekreidet werden, wobei er bis zu 20 Jahren Haft verurteilt werden kann, falls die Gefangenen das Spiel gewinnen sollten. Somit gerät Danny in eine Zwickmühle. Einerseits will er, dass seine Schützlinge gewinnen, andererseits riskiert er mit einem Sieg die Chance auf eine frühzeitige Bewährung. Danny lehnt sich letztlich gegen den auf ihn ausgeübten Druck auf und bereitet den 3:2-Siegtreffer der Gefangenen vor.

## Kritiken
„Unaustarierte Mischung aus Fußball- und Gefängnisfilm, die sozialkritische Komödientöne anschlägt, während sie in den Spielszenen zu brutalen Übertreibungen neigt. Ein Film ohne nennenswerte Logik, der den Schauspielern kaum Leistungen abverlangt.“

Die Deutsche Film- und Medienbewertung FBW in Wiesbaden verlieh dem Film das Prädikat wertvoll.

## Sonstiges
Die Story wurde 2005 nochmals u. a. mit Adam Sandler, Chris Rock und Burt Reynolds (der bereits im Original von 1974 zu sehen ist) unter dem Titel Spiel ohne Regeln verfilmt. Dort wird wie im Original American Football gespielt. Davon abweichend spielt man in Mean Machine – Die Kampfmaschine Fußball.